# Septième district congressionnel du Tennessee
Le 7e district congressionnel du Tennessee est un district situé dans certaines parties du centre et de l'ouest du Tennessee. Il est vacant, à la suite à la démission de Mark Green à la suite du vote de la loi budgétaire One Big Beautiful Bill. Le 7e district comprend d'importantes zones urbaines, suburbaines et rurales. Bien que la majeure partie de la zone soit rurale, plus de la moitié des votes du district sont exprimés dans le comté de Davidson (Nashville), le comté de Montgomery (Clarksville) ou le comté de Williamson (Franklin).
Selon la plupart des mesures, le comté de Williamson est le comté le plus riche de l'État et est généralement classé parmi les premiers à l'échelle nationale.
Le district a une très forte présence militaire, car il comprend la part du Tennessee dans Fort Campbell. Politiquement parlant, la région était sécessionniste et faisait partie du « Sud solide » des démocrates pendant un siècle après la guerre civile, à l'exclusion du comté unioniste fortement républicain des Highlands Rim Wayne. Depuis l'élection de Don Sundquist en 1983, ce district est devenu l'une des régions les plus républicaines du Tennessee. La présence des banlieues de Nashville lui confère un caractère similaire à ceux des banlieues les plus riches d'une grande partie du sud jusqu'au milieu des années 2000. Il a un fort penchant social-conservateur ; bon nombre des églises les plus politiquement actives de l'État sont situées ici ou attirent la plupart de leurs congrégations d'ici.
Les comtés ruraux sécessionnistes sont similaires démographiquement au 8e district et sont revenus aux démocrates jusque dans les années 2000 ; trois des cinq comtés du Tennessee remportés par George McGovern se trouvent dans ce district. Cependant, depuis le milieu des années 2000, ces comtés sont devenus majoritairement républicains à toutes les élections. Actuellement, le seul bastion démocrate du district fait partie de Nashville, qui a été ajouté lors du cycle de redécoupage de 2020. La ville de Clarksville est la partie la plus compétitive du district, qui élit encore occasionnellement des démocrates à l'assemblée législative de l'État.

## Frontières actuelles
Le district est situé à la fois dans l'ouest et dans le centre du Tennessee. Il s'étend au nord jusqu'à la frontière du Kentucky, au sud jusqu'à la frontière de l'Alabama, à l'est jusqu'à Franklin et à l'ouest jusqu'à Camden.
Il est actuellement composé des comtés suivants : Cheatham, Dickson, Decatur, Hickman, Houston, Humphreys, Montgomery, Perry, Robertson, Stewart et Wayne. Il comprend également des portions importantes de Benton, Davidson et Williamson.

## Histoire
Les districts s'étendant de Clarksville à l'ouest du Tennessee existent sous une forme ou une autre depuis 1871. La plupart du temps, de 1933 à 1983 (sauf de 1943 à 1953), ils étaient numérotés comme le 6e district.
Ce district a pris une configuration proche de celle qu'il connaissait en 1973, lorsque le Tennessee a perdu un district au Congrès. À cette époque, le 6e a été redessiné pour s'étendre du comté de Williamson, au sud de Nashville, jusqu'à la banlieue est de Memphis et couvrir les zones rurales intermédiaires. Le Républicain Robin Beard a représenté cette région de 1973 à 1983.
Le Tennessee a gagné un district au Congrès à la suite du recensement de 1980. À cette époque, le district a été renuméroté 7e et a perdu ses comtés de l'est au profit des 4e et 6e districts. Dans le même temps, la plupart des habitants noirs les plus proches de Memphis ont été attirés vers le 9e district. À la suite de ce redécoupage, Beard a fait une candidature infructueuse au Sénat américain et a été remplacé par l'ancien président du Parti Républicain du comté de Shelby, Don Sundquist.
Sundquist a servi pendant le reste des années 1980 jusqu'au redécoupage de 1990, qui a vu le district perdre certains de ses comtés ruraux tout en reprenant le comté de Maury. En 1994, Sundquist s'est présenté avec succès au poste de Gouverneur du Tennessee, battant le futur Gouverneur Phil Bredesen. Sundquist a ensuite été remplacé par Ed Bryant. Bryant a servi de 1995 à 2002, lorsque le district a été restructuré par l'Assemblée générale du Tennessee dirigée par les démocrates pour regrouper les banlieues toujours républicaines de Nashville et de Memphis en un seul district. Le résultat fut un district de 200 miles (320 km) de long, mais de seulement 2 miles (3,2 km) de large à certains endroits de la partie du Middle Tennessee. À la suite de ce redécoupage, la région a choisi la Sénatrice d'État de Brentwood, Marsha Blackburn. Elle a servi de 2003 à 2019.
Le redécoupage après le recensement de 2010 a rendu le quartier un peu plus compact, rétablissant une configuration similaire aux lignes de 1983-2003. Cependant, il a perdu sa part de la banlieue de Memphis au profit du 8e, ce qui a rendu le 8e aussi fortement républicain que le 7e. En 2018, Blackburn s'est présenté avec succès au Sénat américain, battant l'ancien Gouverneur Phil Bredesen. Lors de l'élection simultanée, le district a sélectionné le médecin et ancien Sénateur d'État Mark E. Green.
Le redécoupage après le recensement de 2020 a rendu le district un peu moins républicain. En effet, la législature du Tennessee a divisé le Comté de Davidson en trois districts pour renforcer le soutien républicain dans le 5e district. Le 7e district obtient désormais la partie ouest de Nashville alors qu'il a perdu certains comtés ruraux au profit du 8e district,.
Malgré les changements spectaculaires apportés aux limites du district, le district est toujours considéré comme républicain sûr, avec un CPVI de R+10. Le Représentant républicain Mark Green représente toujours le district à ce jour.

## Historique de vote

### Résultats selon les anciennes frontières (2013 - 2023)
| Année | Poste     | Résultats              |
| ----- | --------- | ---------------------- |
| 2000  | Président | Bush 59,0 % - 40,0 %   |
| 2004  | Président | Bush 66,0 % - 33,0 %   |
| 2008  | Président | McCain 65,0 % - 34,0 % |
| 2012  | Président | Romney 65,0 % - 33,0 % |
| 2016  | Président | Trump 67,0 % - 28,0 %  |
| 2020  | Président | Trump 66,0 % - 31,0 %  |

## Liste des Représentants du district
| Membre                          | Parti                 | Années                            | Congrès     | Histoire électorale |
| ------------------------------- | --------------------- | --------------------------------- | ----------- | --- |
| District établit le 4 mars 1823 |                       |                                   |             | |
| Sam Houston                     | Républicain-Démocrate | 4 mars 1823 - 3 mars 1825         | 18e , 19e   | Élu en 1823. Réélu en 1825. Retrait pour se présenter comme Gouverneur du Tennessee. |
| Sam Houston                     | Jacksonien (en)       | 4 mars 1825 - 3 mars 1827         | 18e , 19e   | Élu en 1823. Réélu en 1825. Retrait pour se présenter comme Gouverneur du Tennessee. |
| John Bell                       | Jacksonien (en)       | 4 mars 1827 - 3 mars 1835         | 20e - 26e   | Élu en 1827. Réélu en 1829 |
| John Bell                       | Anti-Jacksonien       | 4 mars 1835 - 3 mars 1837         | 20e - 26e   | Élu en 1827. Réélu en 1829 |
| John Bell                       | Whig                  | 4 mars 1837 - 3 mars 1841         | 20e - 26e   | Élu en 1827. Réélu en 1829 |
| Robert L. Caruthers (en)        | Whig                  | 4 mars 1841 - 3 mars 1843         | 27e         | Élu en 1841. Retrait. |
| David W. Dickinson (en)         | Whig                  | 4 mars 1843 - 3 mars 1845         | 28e         | Élu en 1843. Retrait. |
| Meredith P. Gentry (en)         | Whig                  | 4 mars 1845 - 3 mars 1853         | 29e - 32e   | Élu en 1845. Réélu en 1847. Réélu en 1849. Réélu en 1851. Retrait. |
| Robert M. Bugg (en)             | Whig                  | 4 mars 1853 - 3 mars 1855         | 33e         | Élu en 1853. Retrait. |
| John V. Wright (en)             | Démocrate             | 4 mars 1855 - 3 mars 1861         | 34e - 36e   | Élu en 1855. Réélu en 1857. Réélu en 1859. N'a pas pu se représenter, l'Ouest Tennessee ayant fait Sécession.                                                                               |
| District inactif                | District inactif      | 4 mars 1861 - 24 juillet 1866     | 37e - 39e   | Guerre de Sécession et Reconstruction |
| Isaac R. Hawkins (en)           | Unioniste (en)        | 24 juillet 1866 - 3 mars 1867     | 39e - 41e   | Élu en 1865. Réélu en 1867. Réélu en 1868. Retrait. |
| Isaac R. Hawkins (en)           | Républicain           | 4 mars 1867 - 3 mars 1871         | 39e - 41e   | Élu en 1865. Réélu en 1867. Réélu en 1868. Retrait. |
| Robert P. Caldwell (en)         | Démocrate             | 4 mars 1871 - 3 mars 1873         | 42e         | Élu en 1870. Perd sa renomination. |
| John Atkins (en)                | Démocrate             | 4 mars 1873 - 3 mars 1875         | 43e         | Élu en 1872. Redécoupage vers le 8e district. |
| Washington C. Whitthorne        | Démocrate             | 4 mars 1875 - 3 mars 1883         | 44e - 47e   | Redécoupage depuis le 6e district et réélu en 1874. Réélu en 1876. Réélu en 1878. Réélu en 1880. Retrait.                                                                                   |
| John G. Ballentine (en)         | Démocrate             | 4 mars 1883 - 3 mars 1887         | 48e , 49e   | Élu en 1882. Réélu en 1884. Retrait. |
| Washington C. Whitthorne        | Démocrate             | 4 mars 1887 - 3 mars 1891         | 50e , 51e   | Élu en 1886. Réélu en 1888. Retrait. |
| Nicholas N. Cox (en)            | Démocrate             | 4 mars 1891 - 3 mars 1901         | 52e - 56e   | Élu en 1890. Réélu en 1892. Réélu en 1894. Réélu en 1896. Réélu en 1898. Retrait. |
| Lemuel P. Padgett (en)          | Démocrate             | 4 mars 1901 - 2 août 1922         | 57e - 67e   | Élu en 1900. Réélu en 1902. Réélu en 1904. Réélu en 1906. Réélu en 1908. Réélu en 1910. Réélu en 1912. Réélu en 1914. Réélu en 1916. Réélu en 1918. Réélu en 1920. Décès.                   |
| Vacant                          | Vacant                | 2 août 1922 - 6 novembre 1922     | 67e         | |
| Clarence W. Turner (en)         | Démocrate             | 7 novembre 1922 - 3 mars 1923     | 67e         | Élu pour terminer le mandat de Padgett. Retrait. |
| William C. Salmon (en)          | Démocrate             | 4 mars 1923 - 3 mars 1925         | 68e         | Élu en 1922. Retrait. |
| Edward E. Eslick (en)           | Démocrate             | 4 mars 1925 - 14 juin 1932        | 69e - 72e   | Élu en 1924. Réélu en 1926. Réélu en 1928. Réélu en 1930. Décès. |
| Vacant                          | Vacant                | 14 juin 1932 - 12 août 1932       | 72e         | |
| Willa Eslick (en)               | Démocrate             | 13 août 1932 - 3 mars 1933        | 72e         | Élue pour terminer le mandat de son mari. Retrait. |
| Gordon Browning (en)            | Démocrate             | 4 mars 1933 - 3 janvier 1935      | 73e         | Redécoupage depuis le 8e district et réélu en 1932. Retrait pour se présenter comme Sénateur des États-Unis.                                                                                |
| Herron C. Pearson (en)          | Démocrate             | 3 janvier 1935 - 3 janvier 1943   | 74e - 77e   | Élu en 1934. Réélu en 1936. Réélu en 1938. Réélu en 1940. Retrait. |
| W. Wirt Courtney (en)           | Démocrate             | 3 janvier 1943 - 3 janvier 1949   | 78e - 80e   | Redécoupage depuis le 6e district et réélu en 1942. Réélu en 1944. Réélu en 1946. Perd sa renomination.                                                                                     |
| James P. Sutton (en)            | Démocrate             | 3 janvier 1949 - 3 janvier 1953   | 81e , 82e   | Élu en 1948. Réélu en 1950. Redécoupage vers le 6e district. |
| Tom J. Murray (en)              | Démocrate             | 3 janvier 1953 - 30 décembre 1966 | 83e - 89e   | Redécoupage depuis le 8e district et réélu en 1952. Réélu en 1954. Réélu en 1956. Réélu en 1958. Réélu en 1960. Réélu en 1962. Réélu en 1964. Perd sa renomination et démissionne plus tôt. |
| Vacant                          | Vacant                | 31 décembre 1966 - 2 janvier 1967 | 89e         | |
| Ray Blanton (en)                | Démocrate             | 3 janvier 1967 - 3 janvier 1973   | 90e - 92e   | Élu en 1966. Réélu en 1968. Réélu en 1970. Retrait pour se présenter comme Sénateur des États-Unis.                                                                                         |
| Ed Jones (en)                   | Démocrate             | 3 janvier 1973 - 3 janvier 1983   | 93e - 97e   | Redécoupage depuis le 8e district et réélu en 1972. Réélu en 1974. Réélu en 1976. Réélu en 1978. Réélu en 1980. Redécoupage vers le 8e district.                                            |
| Don Sundquist                   | Républicain           | 3 janvier 1983 - 3 janvier 1995   | 98e - 103e  | Élu en 1982. Réélu en 1984. Réélu en 1986. Réélu en 1988. Réélu en 1990. Réélu en 1992. Retrait pour se présenter comme Gouverneur du Tennessee.                                            |
| Ed Bryant (en)                  | Républicain           | 3 janvier 1995 - 3 janvier 2003   | 104e - 107e | Élu en 1994. Réélu en 1996. Réélu en 1998. Réélu en 2000. Retrait pour se présenter comme Sénateur des États-Unis.                                                                          |
| Marsha Blackburn                | Républicain           | 3 janvier 2003 - 3 janvier 2019   | 108e - 115e | Élue en 2002. Réélue en 2004. Réélue en 2006. Réélue en 2008. Réélue en 2010. Réélue en 2012. Réélue en 2014. Réélue en 2016. Retrait pour se présenter comme sénatrice des États-Unis.     |
| Mark E. Green                   | Républicain           | 3 janvier 2019 - 20 juillet 2025  | 116e - 119e | Élu en 2018. Réélu en 2020. Réélu en 2022. Réélu en 2024. Démission. |
| Vacant                          | Vacant                | 20 juillet 2025 - en cours        | 119e        | |

## Résultats des récentes élections
Voici les résultats des dix précédents cycles électoraux dans le district.

## Frontières historiques du district

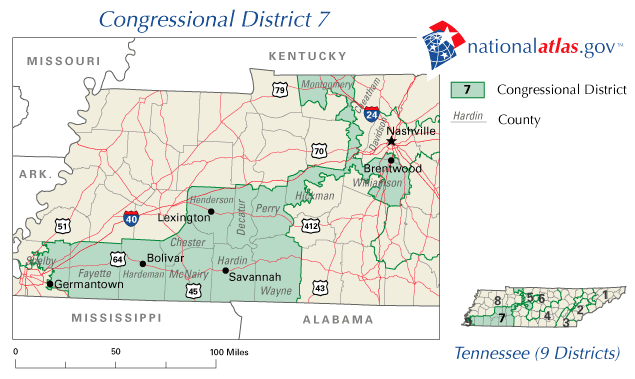
2003 - 2013

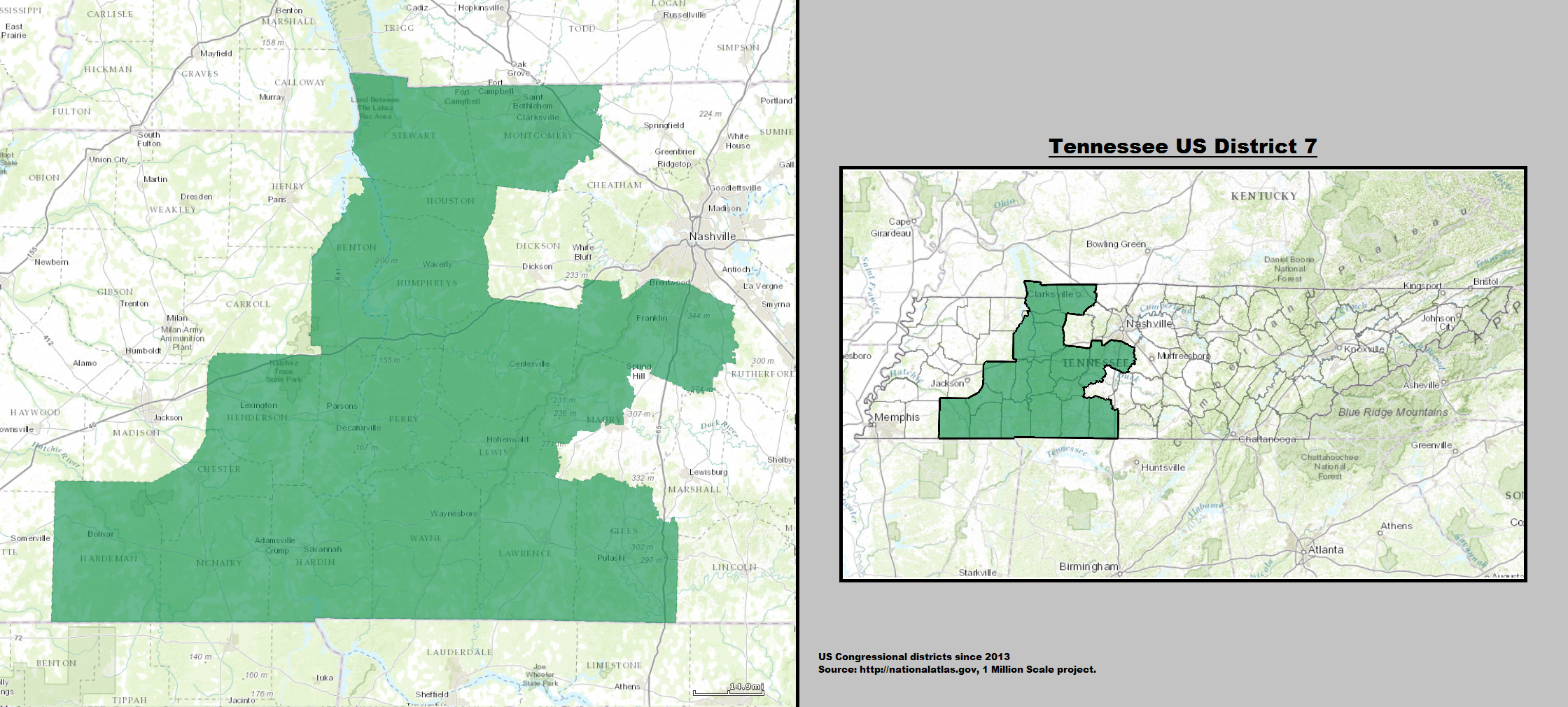
2013 - 2023

### 2004
| Élection de 2004 du 7e district congressionnel du Tennessee | Élection de 2004 du 7e district congressionnel du Tennessee | Élection de 2004 du 7e district congressionnel du Tennessee | Élection de 2004 du 7e district congressionnel du Tennessee | Élection de 2004 du 7e district congressionnel du Tennessee |
| ----------------------------------------------------------- | ----------------------------------------------------------- | ----------------------------------------------------------- | ----------------------------------------------------------- | ----------------------------------------------------------- |
| Parti                                                       | Parti                                                       | Candidat                                                    | Votes                                                       | %                                                           |
|                                                             | Républicain                                                 | Marsha Blackburn (sortante)                                 | 232 404                                                     | 100 %                                                       |
|                                                             | Les Républicains conservent                                 |                                                             |                                                             |                                                             |

### 2006
| Élection de 2006 du 7e district congressionnel du Tennessee | Élection de 2006 du 7e district congressionnel du Tennessee | Élection de 2006 du 7e district congressionnel du Tennessee | Élection de 2006 du 7e district congressionnel du Tennessee | Élection de 2006 du 7e district congressionnel du Tennessee |
| ----------------------------------------------------------- | ----------------------------------------------------------- | ----------------------------------------------------------- | ----------------------------------------------------------- | ----------------------------------------------------------- |
| Parti                                                       | Parti                                                       | Candidat                                                    | Votes                                                       | %                                                           |
|                                                             | Républicain                                                 | Marsha Blackburn (sortante)                                 | 152 288                                                     | 66,0                                                        |
|                                                             | Démocrate                                                   | Bill Morrison                                               | 73 369                                                      | 31,8                                                        |
|                                                             | Indépendant                                                 | Kathleen A. Culver                                          | 1 806                                                       | 0,8                                                         |
|                                                             | Indépendant                                                 | James B. "Mickey" White                                     | 898                                                         | 0,4                                                         |
|                                                             | Indépendant                                                 | William J. Smith                                            | 848                                                         | 0,4                                                         |
|                                                             | Indépendant                                                 | John L. Rimer                                               | 710                                                         | 0,3                                                         |
|                                                             | Indépendant                                                 | Gayl G. Pratt                                               | 663                                                         | 0,3                                                         |
| Total des votes                                             | Total des votes                                             | Total des votes                                             | 230 582                                                     | 100 %                                                       |
|                                                             | Les Républicains conservent                                 |                                                             |                                                             |                                                             |

### 2008
| Élection de 2008 du 7e district congressionnel du Tennessee | Élection de 2008 du 7e district congressionnel du Tennessee | Élection de 2008 du 7e district congressionnel du Tennessee | Élection de 2008 du 7e district congressionnel du Tennessee | Élection de 2008 du 7e district congressionnel du Tennessee |
| ----------------------------------------------------------- | ----------------------------------------------------------- | ----------------------------------------------------------- | ----------------------------------------------------------- | ----------------------------------------------------------- |
| Parti                                                       | Parti                                                       | Candidat                                                    | Votes                                                       | %                                                           |
|                                                             | Républicain                                                 | Marsha Blackburn (sortante)                                 | 217 332                                                     | 68,6                                                        |
|                                                             | Démocrate                                                   | Randy G. Morris                                             | 99 549                                                      | 31,4                                                        |
| Total des votes                                             | Total des votes                                             | Total des votes                                             | 316 881                                                     | 100 %                                                       |
|                                                             | Les Républicains conservent                                 |                                                             |                                                             |                                                             |

### 2010
| Élection de 2010 du 7e district congressionnel du Tennessee | Élection de 2010 du 7e district congressionnel du Tennessee | Élection de 2010 du 7e district congressionnel du Tennessee | Élection de 2010 du 7e district congressionnel du Tennessee | Élection de 2010 du 7e district congressionnel du Tennessee |
| ----------------------------------------------------------- | ----------------------------------------------------------- | ----------------------------------------------------------- | ----------------------------------------------------------- | ----------------------------------------------------------- |
| Parti                                                       | Parti                                                       | Candidat                                                    | Votes                                                       | %                                                           |
|                                                             | Républicain                                                 | Marsha Blackburn (sortante)                                 | 158 916                                                     | 72,4                                                        |
|                                                             | Démocrate                                                   | Greg Rabidoux                                               | 54 347                                                      | 24,8                                                        |
|                                                             | Indépendant                                                 | J.W. "Bill" Stone                                           | 6 320                                                       | 2,9                                                         |
| Total des votes                                             | Total des votes                                             | Total des votes                                             | 219 583                                                     | 100 %                                                       |
|                                                             | Les Républicains conservent                                 |                                                             |                                                             |                                                             |

### 2012
| Élection de 2012 du 7e district congressionnel du Tennessee | Élection de 2012 du 7e district congressionnel du Tennessee | Élection de 2012 du 7e district congressionnel du Tennessee | Élection de 2012 du 7e district congressionnel du Tennessee | Élection de 2012 du 7e district congressionnel du Tennessee |
| ----------------------------------------------------------- | ----------------------------------------------------------- | ----------------------------------------------------------- | ----------------------------------------------------------- | ----------------------------------------------------------- |
| Parti                                                       | Parti                                                       | Candidat                                                    | Votes                                                       | %                                                           |
|                                                             | Républicain                                                 | Marsha Blackburn (sortante)                                 | 182 730                                                     | 71,0                                                        |
|                                                             | Démocrate                                                   | Credo Amouzouvik                                            | 61 679                                                      | 24,0                                                        |
|                                                             | Vert                                                        | Howard Switzer                                              | 4 640                                                       | 1,8                                                         |
|                                                             | Indépendant                                                 | Jack Arnold                                                 | 4 256                                                       | 1,7                                                         |
|                                                             | Indépendant                                                 | William Akin                                                | 2 740                                                       | 1,1                                                         |
|                                                             | Indépendant                                                 | Lenny Ladner                                                | 1 261                                                       | 0,5                                                         |
| Total des votes                                             | Total des votes                                             | Total des votes                                             | 257 306                                                     | 100 %                                                       |
|                                                             | Les Républicains conservent                                 |                                                             |                                                             |                                                             |

### 2014
| Élection de 2014 du 7e district congressionnel du Tennessee | Élection de 2014 du 7e district congressionnel du Tennessee | Élection de 2014 du 7e district congressionnel du Tennessee | Élection de 2014 du 7e district congressionnel du Tennessee | Élection de 2014 du 7e district congressionnel du Tennessee |
| ----------------------------------------------------------- | ----------------------------------------------------------- | ----------------------------------------------------------- | ----------------------------------------------------------- | ----------------------------------------------------------- |
| Parti                                                       | Parti                                                       | Candidat                                                    | Votes                                                       | %                                                           |
|                                                             | Républicain                                                 | Marsha Blackburn (sortante)                                 | 110 498                                                     | 70,0                                                        |
|                                                             | Démocrate                                                   | Dan Cramer                                                  | 42 260                                                      | 26,8                                                        |
|                                                             | Indépendant                                                 | Lenny Ladner                                                | 5 092                                                       | 3,2                                                         |
| Total des votes                                             | Total des votes                                             | Total des votes                                             | 157 850                                                     | 100 %                                                       |
|                                                             | Les Républicains conservent                                 |                                                             |                                                             |                                                             |

### 2016
| Élection de 2016 du 7e district congressionnel du Tennessee | Élection de 2016 du 7e district congressionnel du Tennessee | Élection de 2016 du 7e district congressionnel du Tennessee | Élection de 2016 du 7e district congressionnel du Tennessee | Élection de 2016 du 7e district congressionnel du Tennessee |
| ----------------------------------------------------------- | ----------------------------------------------------------- | ----------------------------------------------------------- | ----------------------------------------------------------- | ----------------------------------------------------------- |
| Parti                                                       | Parti                                                       | Candidat                                                    | Votes                                                       | %                                                           |
|                                                             | Républicain                                                 | Marsha Blackburn (sortante)                                 | 200 407                                                     | 72,2                                                        |
|                                                             | Démocrate                                                   | Tharon Chandler                                             | 65 226                                                      | 23,5                                                        |
|                                                             | Indépendant                                                 | Leonard Ladner                                              | 11 880                                                      | 4,3                                                         |
| Total des votes                                             | Total des votes                                             | Total des votes                                             | 277 513                                                     | 100 %                                                       |
|                                                             | Les Républicains conservent                                 |                                                             |                                                             |                                                             |

### 2018
| Élection de 2018 du 7e district congressionnel du Tennessee | Élection de 2018 du 7e district congressionnel du Tennessee | Élection de 2018 du 7e district congressionnel du Tennessee | Élection de 2018 du 7e district congressionnel du Tennessee | Élection de 2018 du 7e district congressionnel du Tennessee |
| ----------------------------------------------------------- | ----------------------------------------------------------- | ----------------------------------------------------------- | ----------------------------------------------------------- | ----------------------------------------------------------- |
| Parti                                                       | Parti                                                       | Candidat                                                    | Votes                                                       | %                                                           |
|                                                             | Républicain                                                 | Mark Green                                                  | 170 071                                                     | 66,9                                                        |
|                                                             | Démocrate                                                   | Justin Kanew                                                | 81 661                                                      | 32,1                                                        |
|                                                             | Indépendant                                                 | Lenny Ladner                                                | 1 582                                                       | 0,6                                                         |
|                                                             | Indépendant                                                 | Brent Legendre                                              | 1 070                                                       | 0,4                                                         |
| Total des votes                                             | Total des votes                                             | Total des votes                                             | 254 384                                                     | 100 %                                                       |
|                                                             | Les Républicains conservent                                 |                                                             |                                                             |                                                             |

### 2020
| Élection de 2020 du 7e district congressionnel du Tennessee | Élection de 2020 du 7e district congressionnel du Tennessee | Élection de 2020 du 7e district congressionnel du Tennessee | Élection de 2020 du 7e district congressionnel du Tennessee | Élection de 2020 du 7e district congressionnel du Tennessee |
| ----------------------------------------------------------- | ----------------------------------------------------------- | ----------------------------------------------------------- | ----------------------------------------------------------- | ----------------------------------------------------------- |
| Parti                                                       | Parti                                                       | Candidat                                                    | Votes                                                       | %                                                           |
|                                                             | Républicain                                                 | Mark Green (sortant)                                        | 245 188                                                     | 69,9                                                        |
|                                                             | Démocrate                                                   | Kiran Sreepada                                              | 95 839                                                      | 27,3                                                        |
|                                                             | Indépendant                                                 | Ronald Brown                                                | 7 603                                                       | 2,2                                                         |
|                                                             | Indépendant                                                 | Scott Vieira                                                | 2 005                                                       | 0,6                                                         |
| Total des votes                                             | Total des votes                                             | Total des votes                                             | 350 635                                                     | 100 %                                                       |
|                                                             | Les Républicains conservent                                 |                                                             |                                                             |                                                             |

### 2022
| Primaire républicaine de 2022 du 7e district congressionnel du Tennessee | Primaire républicaine de 2022 du 7e district congressionnel du Tennessee | Primaire républicaine de 2022 du 7e district congressionnel du Tennessee | Primaire républicaine de 2022 du 7e district congressionnel du Tennessee | Primaire républicaine de 2022 du 7e district congressionnel du Tennessee |
| ------------------------------------------------------------------------ | ------------------------------------------------------------------------ | ------------------------------------------------------------------------ | ------------------------------------------------------------------------ | ------------------------------------------------------------------------ |
| Parti                                                                    | Parti                                                                    | Candidat                                                                 | Votes                                                                    | %                                                                        |
|                                                                          | Républicain                                                              | Mark Green (sortant)                                                     | 48 968                                                                   | 100 %                                                                    |

| Primaire démocrate de 2022 du 7e district congressionnel du Tennessee | Primaire démocrate de 2022 du 7e district congressionnel du Tennessee | Primaire démocrate de 2022 du 7e district congressionnel du Tennessee | Primaire démocrate de 2022 du 7e district congressionnel du Tennessee | Primaire démocrate de 2022 du 7e district congressionnel du Tennessee |
| --------------------------------------------------------------------- | --------------------------------------------------------------------- | --------------------------------------------------------------------- | --------------------------------------------------------------------- | --------------------------------------------------------------------- |
| Parti                                                                 | Parti                                                                 | Candidat                                                              | Votes                                                                 | %                                                                     |
|                                                                       | Démocrate                                                             | Odessa Kelly                                                          | 24 854                                                                | 100 %                                                                 |

| Élection de 2022 du 7e district congressionnel du Tennessee | Élection de 2022 du 7e district congressionnel du Tennessee | Élection de 2022 du 7e district congressionnel du Tennessee | Élection de 2022 du 7e district congressionnel du Tennessee | Élection de 2022 du 7e district congressionnel du Tennessee |
| ----------------------------------------------------------- | ----------------------------------------------------------- | ----------------------------------------------------------- | ----------------------------------------------------------- | ----------------------------------------------------------- |
| Parti                                                       | Parti                                                       | Candidat                                                    | Votes                                                       | %                                                           |
|                                                             | Républicain                                                 | Mark Green (sortant)                                        | 108 421                                                     | 60,0                                                        |
|                                                             | Démocrate                                                   | Odessa Kelly                                                | 68 973                                                      | 38,1                                                        |
|                                                             | Indépendant                                                 | Steven Hooper                                               | 3 428                                                       | 1,9                                                         |
| Total des votes                                             | Total des votes                                             | Total des votes                                             | 180 822                                                     | 100 %                                                       |
|                                                             | Les Républicains conservent                                 |                                                             |                                                             |                                                             |

### 2024
| Primaire républicaine de 2024 du 7e district congressionnel du Tennessee | Primaire républicaine de 2024 du 7e district congressionnel du Tennessee | Primaire républicaine de 2024 du 7e district congressionnel du Tennessee | Primaire républicaine de 2024 du 7e district congressionnel du Tennessee | Primaire républicaine de 2024 du 7e district congressionnel du Tennessee |
| ------------------------------------------------------------------------ | ------------------------------------------------------------------------ | ------------------------------------------------------------------------ | ------------------------------------------------------------------------ | ------------------------------------------------------------------------ |
| Parti                                                                    | Parti                                                                    | Candidat                                                                 | Votes                                                                    | %                                                                        |
|                                                                          | Républicain                                                              | Mark Green (sortant)                                                     | 31 871                                                                   | 100 %                                                                    |

| Primaire démocrate de 2024 du 7e district congressionnel du Tennessee | Primaire démocrate de 2024 du 7e district congressionnel du Tennessee | Primaire démocrate de 2024 du 7e district congressionnel du Tennessee | Primaire démocrate de 2024 du 7e district congressionnel du Tennessee | Primaire démocrate de 2024 du 7e district congressionnel du Tennessee |
| --------------------------------------------------------------------- | --------------------------------------------------------------------- | --------------------------------------------------------------------- | --------------------------------------------------------------------- | --------------------------------------------------------------------- |
| Parti                                                                 | Parti                                                                 | Candidat                                                              | Votes                                                                 | %                                                                     |
|                                                                       | Démocrate                                                             | Megan Barry                                                           | 22 512                                                                | 100 %                                                                 |

| Élection de 2024 du 7e district congressionnel du Tennessee | Élection de 2024 du 7e district congressionnel du Tennessee | Élection de 2024 du 7e district congressionnel du Tennessee | Élection de 2024 du 7e district congressionnel du Tennessee | Élection de 2024 du 7e district congressionnel du Tennessee |
| ----------------------------------------------------------- | ----------------------------------------------------------- | ----------------------------------------------------------- | ----------------------------------------------------------- | ----------------------------------------------------------- |
| Parti                                                       | Parti                                                       | Candidat                                                    | Votes                                                       | %                                                           |
|                                                             | Républicain                                                 | Mark Green (sortant)                                        | 191 992                                                     | 59,50                                                       |
|                                                             | Démocrate                                                   | Megan Barry                                                 | 122 764                                                     | 38,05                                                       |
|                                                             | Indépendant                                                 | Shaun Green                                                 | 7 900                                                       | 2,45                                                        |
| Total des votes                                             | Total des votes                                             | Total des votes                                             | 322 656                                                     | 100 %                                                       |
|                                                             | Les Républicains conservent                                 |                                                             |                                                             |                                                             |